# Bymålla
Bymålla (Oxybasis urbica) är en amarantväxtart som först beskrevs av Carl von Linné och fick sitt nu gällande namn av S. Fuentes, Uotila och Borsch.
Oxybasis urbica ingår i släktet Oxybasis och familjen amarantväxter. Inga underarter finns listade i Catalogue of Life.
Bymålla var i äldre tid vanlig i städer och byar på gödselstackar. Det äldsta säkra belägget på artens förekomst i Sverige är samlat av Olof Celsius den äldre i Uppsala 1732. Carl von Linné påträffade den 1741 i Visby under sin gotländska resa, och dokumenterade då ett exemplar insamlat här redan 1701-1702. Under 1900-talet har arten stadigt minskat i Sverige, på Gotland registrerades den senast 1934. Senaste växtplats i Sverige var annars en gård i Västmanland där den fanns kvar fram till 1980-talet. Den klassades 2015 som nationellt utdöd.

## Bildgalleri

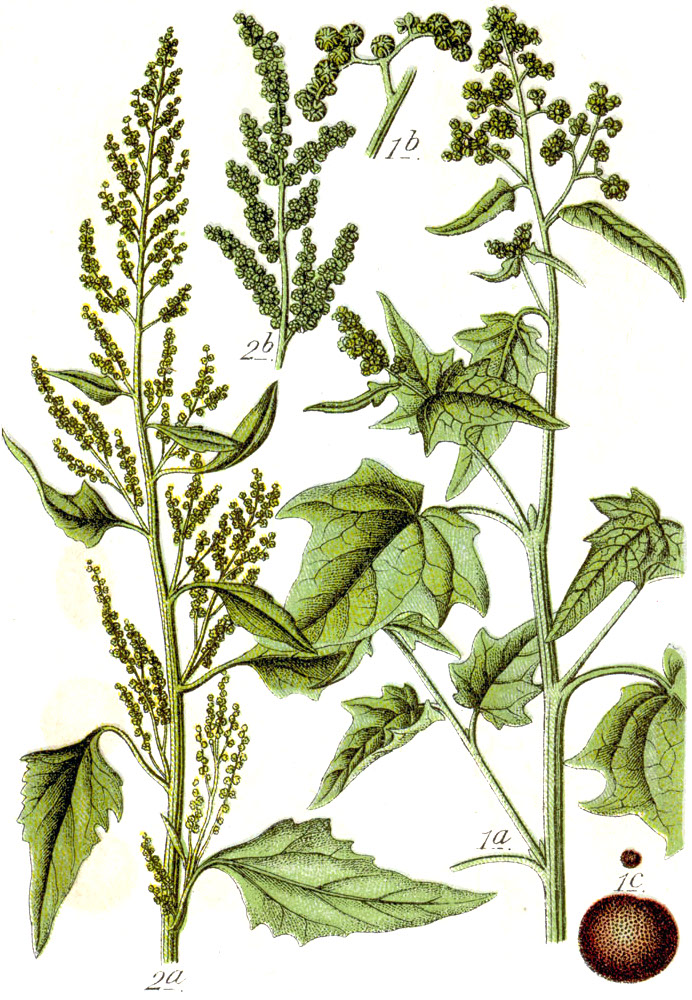
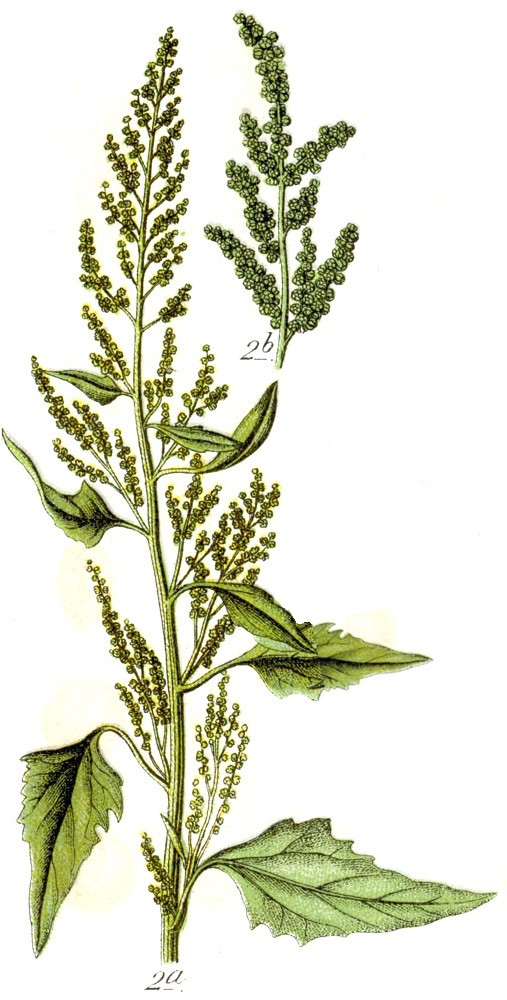